# Karl Moritz Schumann
Pour les articles homonymes, voir Schumann (homonymie).
Karl Moritz Schumann, né le 17 juin 1851 à Görlitz et mort le 22 mars 1904 à Berlin, est un botaniste prussien.

## Biographie
Karl Schumann poursuivit ses études secondaires au Realgymnasium de Görlitz, puis étudia à Berlin, Munich et Breslau, d'abord la chimie, puis la botanique. Sa thèse intitulée Dickenwachsthum und Cambium lui permit d'obtenir son habilitation à l'université de Breslau, le 19 juillet 1873. Il y fut assistant d'Heinrich Göppert de 1872 à 1876. Ensuite il enseigna la botanique au lycée du Saint-Esprit de Breslau (Zum heiligen Geist) pendant huit ans
Enseignant de botanique et conservateur du musée de botanique de Berlin (1880-1894), il fut nommé professeur en 1892 et devint le premier président de la Deutsche Kakteen-Gesellschaft (de) (Société allemande des cactus) fondée le 6 novembre 1892, éditrice de Kakteen und andere Sukkulenten dont il était rédacteur. Il fit paraître de nombreuses publications sur les cactus notamment la Gesamtbeschreibung der Kakteen (1898) et le Praktikum für morphologische und systematische Botanik (1904). Il obtint le droit à partir de 1893 de donner des leçons publiques à l'université de Berlin.
Il meurt à cinquante-deux ans, des suites d'une opération à la vessie.

## Hommages
Genres
- Schumannianthus (en) Gagnep.
- Schumanniophyton (en) Harms
- Schumannia Kuntze

Espèces
- (Apocynaceae) Alafia schumannii Stapf 1902
- (Sterculiaceae) Byttneria (en) schumannii Cristóbal 1900
- (Cycadaceae) Cycas schumanniana Lauterb. 1900
- (Asteraceae) Haplopappus (en) schumannii (Kuntze) G.K.Br. & W.D.Clark 1982
- (Cactaceae) Mammillaria schumannii Hildm. (en) 1891
- (Cactaceae) Notocactus schumannianus (Nicolai) A.Berger
- (Cactaceae) Pachycereus schumannii (Mathsson ex K.Schum.) C.Nelson (es) 2001
- (Rubiaceae) Timonius schumannii Koord. (en) ex Valeton 1909